# Loveland (Ohio)
Loveland és una ciutat situada en els comtats de Hamilton, Clermont, i Warren, del sud-oest de l'estat d'Ohio, als Estats Units. Segons el cens del 2000, té una població d'11.677 habitants.

## Geografia
Loveland està situada a 39° 16′ 8″ nord, 84° 16′ 13″ oest (39,268759, -84,270397).
Segons l'Oficina del Cens dels EUA, la ciutat té una superfície total de 12,2 km² (4,7 mi²). 12,0 km² (4,7 mi²) d'aquestos són sòl i 0,2 km² (0,1 mi²) d'aigua. Un 1,28% del total és aigua.

## Demografia
Segons el cens del 2000, hi ha 11.677 habitants, 4.497 llars, i 3.224 famílies residint a la ciutat. La densitat de població és 969,6/km² (2.513,5/mi²). Hi ha 4.653 cases amb una densitat mitjana de 386,4/km² (1.001,6/mi²). La composició racial de la ciutat és 95,66% blancs, 1,56% negres o afroamericans, 0,05% indis americans, 1,05% asiàtics, 0,42% d'altres races i 1,26% de dues o més races. L'1,12% de la població són hispànics o latinos de qualsevol raça.
Hi ha 4.497 llars dels quals 39,1% tenen fills menors de 18 anys vivint amb ells, 57,6% són matrimonis vivint junts, 11,1% tenen com a cap de família una dona i 28,3% no són famílies. El 25,1% de tots els llars el componen individus i el 9,9% són persones majors de 65 anys o més vivint soles. La mida mitjana de les llars és de 2,58 i el de les famílies 3,11 membres.
La població està distribuïda en un 29,1% de menors de 18, 6,9% de 18 a 24, 30,3% de 25 a 44, 22,7% de 44 a 64 i 11,0% de majors de 65 anys. L'edat mitjana és de 36 anys. Per cada 100 femelles hi ha 91,0 barons. Per cada 100 dones de 18 anys o més hi ha 85,4 homes.
Els ingressos mitjans de la llar són 52.738 dòlars i, en el cas de les famílies, 63.535. Els homes tenen uns ingressos mitjans de 49.653 dòlars enfront dels 29.250 de les dones. La renda per capita de la ciutat és de 25.920 dòlars. El 5,7% de la població i el 5,7% de les famílies es troben per sota el llindar de la pobresa. De tota la població, el 7,1% d'aquells menors de 18 i el 4,6% dels majors de 65 estan vivint per sota del llindar de la pobresa.

## Veïns il·lustres
- Salmon P. Chase – Jutge President dels Estats Units[1]
- Anna McGarry – advocada molt destacada en la justícia interracial
- Mike Sylvester – jugador professional de bàsquet, medallista de plata per Itàlia en bàsquet als Jocs Olímpics d'estiu de 1980[2]